# Tielt-Antwerpen-Tielt
Tielt-Antwerpen-Tielt is een wielerwedstrijd voor mannen die voor de laatste keer werd georganiseerd in 1968. De wedstrijd werd gereden tussen Tielt (West-Vlaanderen) en Antwerpen. In 1945 werd een verkorte versie gereden van 144 km met startplaats Antwerpen en aankomstplaats Tielt. In 1958 was Antwerpen zowel start als aankomstplaats.

## Erelijst Mannen
| Jaar      | Winnaar                     | Tweede                      | Derde                       |
| --------- | --------------------------- | --------------------------- | --------------------------- |
| 1968      | Willy Donie                 | Herman Van Loo              | Roland Van de Rijse         |
| 1967      | Roger Blockx                | Herman Van Loo              | Antoine Houbrechts          |
| 1966      | Jaak De Boever              | Gustaaf De Smet             | Robert Lelangue             |
| 1965      | Walter Boucquet             | Jaak De Boever              | Walter Godefroot            |
| 1964      | Jaak De Boever              | Oswald Declercq             | Roger Deconinck             |
| 1963      | Roland Aper                 | Oswald Declercq             | Walter Boucquet             |
| 1962      | Jaak De Boever              | Clément Roman               | Oswald Declercq             |
| 1961      | Jaak De Boever              | Marcel Seynaeve             | Noël Foré                   |
| 1960      | Léon Vandaele               | Marcel Rijckaert            | Leopold Rosseel             |
| 1959      | Rik Van Looy                | Willy Truye                 | Julien Pascal               |
| 1958      | Gabriel Borra               | Frans van Looveren          | Marcel Rijckaert            |
| 1950-1957 | Niet verreden               | Niet verreden               | Niet verreden               |
| 1949      | André Maelbrancke           | Jerôme De Jaeger            | André Pieters               |
| 1948      | André Maelbrancke           | Lucien Mathys               | Constant Lauwers            |
| 1947      | Frans Knaepkens             | Maurice Meersman            | Achiel Buysse               |
| 1946      | Maurice Van Herzele         | Jozef Moerenhout            | Albert Sercu                |
| 1945      | Briek Schotte               | Omer Mommerency             | Lode Poels                  |
| 1940-1944 | Geen wedstrijd tijdens WOII | Geen wedstrijd tijdens WOII | Geen wedstrijd tijdens WOII |
| 1939      | Marcel Claeys               | Aloïs Delchambre            | Gerard Delepeleire          |
| 1938      | Louis Hardiquest            | Petrus Van Theemsche        | Albert Beirnaert            |